# Altarme der Saar
Altarme der Saar este o arie protejată (arie specială de conservare — SAC, sit de importanță comunitară — SCI) din Germania întinsă pe o suprafață de 33,9 ha, integral pe uscat.

## Localizare
Centrul sitului Altarme der Saar este situat la coordonatele 49°22′34″N 6°41′38″E / 49.3761°N 6.6939°E.

## Înființare
Situl Altarme der Saar a fost declarat sit de importanță comunitară în februarie 2004 pentru a proteja 4 specii de animale. Situl a fost protejat și ca arie specială de conservare în ianuarie 2015.

## Biodiversitate
Situată în ecoregiunea continentală, aria protejată conține 3 habitate naturale: Lacuri eutrofice naturale cu vegetație de tip Magnopotamion sau Hydrocharition, Fânețe de joasă altitudine (Alopecurus pratensis, Sanguisorba officinalis), Păduri aluvionare cu Alnus glutinosa și Fraxinus excelsior (Alno-Padion, Alnion incanae, Salicion albae).
La baza desemnării sitului se află mai multe specii protejate:
- păsări (1): pescăruș albastru (Alcedo atthis)
- mamifere (1): castor (Castor fiber)
- nevertebrate (1): fluturele purpuriu (Lycaena dispar)
- pești (1): boarță (Rhodeus sericeus amarus)

Pe lângă speciile protejate, pe teritoriul sitului au mai fost identificate 22 de specii de plante, 1 specie de amfibieni, 8 specii de nevertebrate, 1 specie de reptile.